# Sippersotmossa
Sippersotmossa (Andreaea crassinervia) är en bladmossart som beskrevs av Bruch 1832. Sippersotmossa ingår i släktet sotmossor, och familjen Andreaeaceae. Arten är reproducerande i Sverige. Inga underarter finns listade i Catalogue of Life.